# عبدالحسین سپنتا
عبدالحسین سپنتا (زادهٔ ۴ خرداد ۱۲۸۶ خورشیدی در تهران – درگذشتهٔ ۸ فروردین ۱۳۴۸ در اصفهان) فیلم‌نامه‌نویس دختر لر، اولین فیلم ناطق ایرانی بود.

## زندگی‌نامه
عبدالحسین شیرازی مشهور به «سپنتا» در سال ۱۲۸۶ در تهران متولد شد. او در مدرسه سن لویی، مدرسه زرتشتیان تهران، کالج اصفهان و کالج آمریکایی تهران درس گرفت و سپس برای تکمیل تحصیلات به هندوستان عزیمت کرد. در سال ۱۳۰۶ مطالعه و تحصیل در زمینه تاریخ و فرهنگ و ادبیات کهن را در بمبئی آغاز کرد. به علت جذبهٔ سینما در فرهنگ هند به سمت سینما گرایش یافت و در نهایت، با همکاری اردشیر ایرانی به ساخت نخستین فیلم ناطق فارسی در سرزمین هند دست زد.
سپنتا در کارنامهٔ خود به غیر از کارگردانی سابقه انجام اموری از جمله: فیلم‌نامه‌نویسی، شاعری، آواز، دکوراتوری، تدوین، بازیگری و مجری‌گری دارد. او در تخت فولاد اصفهان به خاک سپرده شد.

## فیلم‌نگاری
- دختر لر ۱۳۱۲ خورشیدی
- فردوسی ۱۳۱۳ خورشیدی
- شیرین و فرهاد ۱۳۱۴ خورشیدی
- چشم‌های سیاه ۱۳۱۵ خورشیدی
- لیلی و مجنون ۱۳۱۶ خورشیدی

## نوشته‌ها
سینما یکی از دل‌مشغولی‌های سپنتا بود؛ وی به انتشار مجلات و کتب نیز همت گماشته است.
- مجلهٔ دورنمای ایران ۱۳۰۷
- مجلهٔ پیام راستی هندوستان ‎۱۳۰۷–۱۳۰۸
- مجلهٔ سپنتا در اصفهان ‎۱۳۲۲ – ۱۳۳۲
- کتاب ایران و اهمیت آن در ترقی و تمدن بشر
- کتاب اخلاق ایران باستان
- کتاب زرتشت که بود و چه کرد؟
- کتاب نوآموز مزدیسنا
- کتاب پرتوی از فلسفهٔ ایران باستان
- منتخبات اشعار دهقان سامانی
- منتخبات اشعار میرزا عبدالوهاب گلشن ایران‌پرورد
- گردآوری مجموعهٔ سخنوران دوران پهلوی
- مجموعه اشعار ملی ایران